# Yuri (yo te amo, te amo)
Yuri (yo te amo, te amo) es el cuarto álbum de estudio de la cantante mexicana de pop latino Yuri; salió a la venta el 29 de abril de 1983.

## Antecedentes
En 1984, Yuri fue invitada al Festival Internacional de la Canción de Viña del Mar (Chile), y obtuvo la anhelada "Antorcha de Plata", con lo que se convirtió en la primera cantante mexicana en obtener este galardón.
En 1983, Yuri conoce al tenor Paco de Miguelez (creador del estilo de cantar de Manoella Torres) y comienza a tomar clases de canto con él, lo que se tradujo en subir su nivel de canto que la lleva a grabar su cuarto álbum con temas de la autoría de Lolita de la Colina, Maryní Callejo, Mari Trini, entre otros y dos temas que compuso expresamente para ella el gran José Luis Perales: “Solos” y “Vuelve”.

## Realización y Promoción
Este álbum incluye uno de sus más grandes éxitos: “Yo te amo, te amo” que es la versión en español del tema “Se t’amo t’amo” grabado originalmente por la italiana Rosanna Fratello. 
En España este disco se editó bajo el nombre de “Sí, Soy Así” incluyendo el tema con el mismo nombre, mismo que se encuentra editado en México en el disco “Algo de mi vida”.
En 1983 filmó su segunda película, Canta Chamo: Secuestro en Acapulco, al lado del grupo musical venezolano Los Chamos y María Antonieta de Las Nieves, la Chilindrina.En algunos países logra colarse en radio el tema "Vuelve".

## Lista de canciones
| Pista | Título                             | Autor(es)                                 | Duración |
| ----- | ---------------------------------- | ----------------------------------------- | -------- |
| 01    | Solos                              | J. L. Perales                             | 3:25     |
| 02    | Soy Un Garabato                    | Lolita de la Colina                       | 2:20     |
| 03    | De Pequeños                        | J. Glück                                  | 3:31     |
| 04    | Amor de Cumpleaños                 | M. Callejo, Mari Trini                    | 2:54     |
| 05    | ¡Oh mamma!                         | M. Callejo, Mari Trini                    | 3:38     |
| 06    | Y Descubrir que te Quiero          | I. Ballesteros, R. Trabucchelli           | 2:57     |
| 07    | Yo Te Amo, Te Amo (Se t’amo t’amo) | M. Balducci, G. Balducci, Adapt.: J. Muro | 3:20     |
| 08    | Vuelve                             | J. L. Perales                             | 3:15     |
| 09    | Solos Tu y Yo                      | J. Glück                                  | 3:09     |
| 10    | Canta, Canta                       | Lolita de la Colina                       | 3:50     |
| 11    | Necesito de Ti                     | T. Landa, T. Cruz                         | 2:55     |
| 12    | Atrapados                          | Lolita de la Colina                       | 2:30     |